# Integrerat växtskydd
Integrerat växtskydd eller IPM (Integrated Pest Management) är en bekämpningsdoktrin inom växtodling där man försöker hitta den bästa bekämpningsmetoden både ur ett kortsiktigt och ett långsiktigt perspektiv ur ekonomiska, biologiska och kulturella aspekter. 
Tankesättet används vid bekämpning av växtskadegörare: skadeinsekter och andra skadedjur, ogräs och av växtsjukdomar (orsakade av växtpatogener som svamp , oomyceter, bakterier, nematoder, virus och viroider). Skadegörarens biologi och samspel med grödan analyseras och flera bekämpningsstrategier utvärderas både som enskilda strategier och som strategier tillsammans. Exempel på möjliga strategier är biologisk bekämpning, kemisk bekämpning och mekanisk behandling. För att få bäst effekt av behandlingarna beräknas optimal behandlingstidpunkt.

## Koncept och principer
Konceptet integrerad bekämpning utvecklades ursprungligen av entomologer, som ett resultat av de problem som uppstått vid användning av bredverkande insekticider som även slog ut populationer av naturliga fiender, och som ledde till utveckling av resistens mot bekämpningsmedel. Konceptet har vidareutvecklats och omfattar nu alla aspekter av växtskydd. En vanlig definition är den som använts i EUdirektivet för hållbar användning av bekämpningsmedel (Direktiv 2009/128/EC): "Integrerat växtskydd: noga övervägande av alla tillgängliga växtskyddsmetoder och därpå följande integrering av lämpliga åtgärder som motverkar utvecklingen av populationer av skadliga organismer och som håller användningen av växtskyddsmedel och andra former av ingrepp på nivåer som är ekonomiskt och ekologiskt försvarbara och minskar eller minimerar riskerna för människors hälsa och miljön; integrerat växtskydd betonar odlingen av sunda grödor med minsta möjliga ingrepp i jordbruksekosystemen och uppmuntrar naturliga mekanismer för bekämpning av skadegörare och ogräs". Denna definition är till stora delar samstämmig med FAO:s definition
Integrerat växtskydd grundar sig på åtta allmänna principer som ska tillämpas:
1: Problem ska i möjligaste mån förebyggas genom  god  växtföljd, resistenta  sorter, certifierat utsäde, anpassad odlingsteknik, hygienåtgärder, samt åtgärder för att skydda och stimulera nyttoorganismer.
2. Utvecklingen av skadliga organismer ska övervakas med hjälp av lämpliga  metoder och  verktyg, där sådana finns att tillgå, till exempel fältobservationer och  vetenskapligt underbyggda system för varning, prognos och tidig diagnos, samt rådgivning av professionella rådgivare.
3. Åtgärder ska baseras på punkt 2 och tillgängliga hjälpmedel för att bedöma bekämpningsbehovet.
4. Lämpliga biologiska, fysikaliska och andra icke-kemiska metoder ska ges företräde framför kemiska metoder.
5. De växtskyddsmedel som används ska vara de bästa och mest miljövänliga produkterna - de ska vara så målspecifika och ha så lite negativ påverkan som möjligt på människors hälsa, icke-målorganismer och miljön.  
6. Användning av växtskyddsmedel ska begränsas och anpassas till situationen genom exempelvis minskade doser och minskad spridningsfrekvens. 
7. Risken för resistensbildning hos skadegörare ska beaktas, och tillgängliga strategier mot resistensbildning ska användas. 
8. De bekämpningsåtgärder som vidtagits ska utvärderas genom en bedömning om bekämpningen har gett tillfredsställande effekt. 

### Integrerat växtskydd i Europa
Från 1 januari 2014 måste alla yrkesmässiga odlare i EU tillämpa Integrerat växtskydd.  
Det finns flera exempel på Integrerat växtskydd, som praktiseras i Norden. I Sverige är ansvaret uppdeltat på flera myndigheter: Kommuner, Länsstyrelser, Jordbruksverket, Skogsstyrelsen, Naturvårdsverket, Kemikalieinspektionen samt Havs- och vattenmyndigheten. Norge har ett program där lantbrukare har tillgång till lokalt baserade växtskyddsmodeller, och hjälpmedel för att välja rätt preparat vid kemisk bekämpning, via växtskydds portalen VIPS.